# مارات سافين
مارات زافين (بالروسية: Марат Михайлович Сафин)، (بالتتارية: Marat Mubin ulı Safin) هو لاعب كرة مضرب روسي من أصول تتارية، بدأ مسيرته الاحترافية سنة 1997 ولقد حافظ على المركز الأول على مستوى العالم لمدة تسعة أسابيع. يتحدث الروسية والإنجليزية والإسبانية بطلاقة.
أفضل إنجاز لمارات زافين هو هزيمة بيت سامبراس في بطولة بطولة أمريكا المفتوحة للتنس سنة 2000، وهزيمة الأسترالي ليتون هيويت في بطولة بطولة أستراليا المفتوحة للتنس سنة 2005، ولقد ساعد المنتخب الروسي في الحصول على كأس ديفيز لسنتي 2002 و 2006.
حصل على 15 بطولة منها بطولاتا جراند سلام، أعلى ترتيب لمارات هو المركز الأول في 20 نوفمبر 2000.

## إنجازات مارات في بطولاتالجراند سلام
- بطولة أستراليا المفتوحة سنة 2005، (المركز الأول)
- بطولة فرنسا المفتوحة سنة 2002، (نصف النهائي)
- ويمبلدون سنة 2001، (ربع النهائي)
- بطولة أمريكا المفتوحة سنة 2000، (المركز الأول)

## إنجازات مارات في بطولاتالماسترز
- بطولة تورنتو للماسترز سنة 2000، (المركز الأول)
- بطولة باريس للماسترز سنة 2000 ،(المركز الأول)
- بطولة باريس للماسترز سنة 2002 ،(المركز الأول)
- بطولة مدريد للماسترز سنة 2004 ،(المركز الأول)
- بطولة باريس للماسترز سنة 2004 ،(المركز الأول)

## روابط خارجية
- مارات سافين على موقع رابطة محترفي التنس (الإنجليزية)
- مارات سافين على موقع الاتحاد الدولي لكرة المضرب (الإنجليزية)
- مارات سافين على موقع كأس ديفيز (الإنجليزية)
- مارات سافين على موقع قاعة مشاهير كرة المضرب الدولية (الإنجليزية)
- مارات سافين على موقع بطولة ويمبلدون (الإنجليزية)
- مارات سافين على موقع خلاصة التنس.كوم (الإنجليزية)
- مارات سافين على موقع إي إس بي إن.كوم (الإنجليزية)
- مارات سافين على موقع أوليمبيديا (الإنجليزية)

- مارات سافين على موقع IMDb (الإنجليزية)
- مارات سافين على موقع إن إن دي بي (الإنجليزية)
- مارات سافين على موقع قاعدة بيانات الفيلم (الإنجليزية)